# Sangiovese

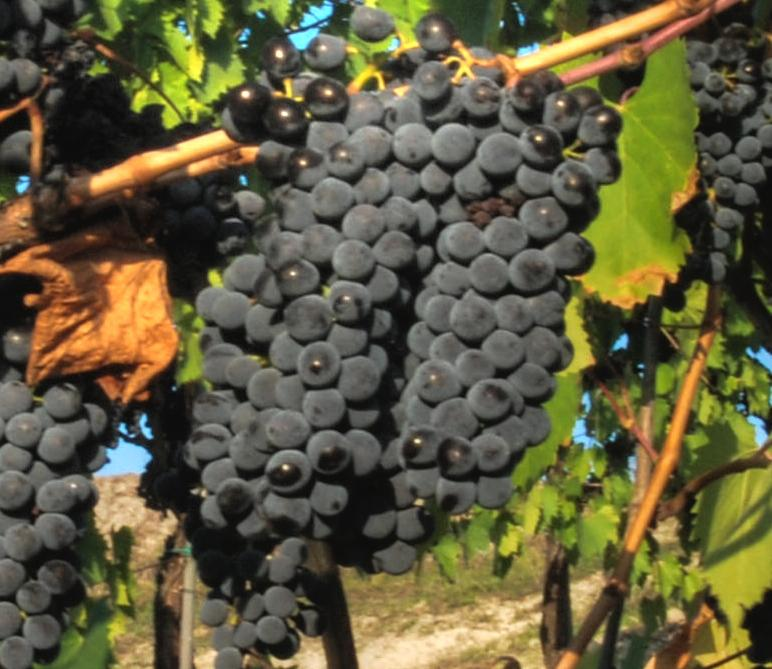
Sangiovese

Sangiovese [sandʒoˈveːze] – odmiana winorośli wywodząca się ze środkowych Włoch. Najczęściej uprawiana czerwona odmiana we Włoszech. Używana jest do produkcji czerwonego wina m.in. w regionach Chianti (środkowa Toskania), Lacjum, Umbria i Emilia-Romania. Szczep lub jego podgatunki są składnikiem przede wszystkim toskańskich win, takich jak chianti, vino nobile di montepulciano, brunello di montalcino, morellino di scansano, rosso di montalcino oraz win z innych regionów, np. sangiovese di romagna. Używany jest też jako składnik współczesnych win znanych jako supertoskany.
Nazwa sangiovese wywodzi się z łacińskiego sanguis Jovis, co oznacza krew Jowisza. Odmiana po raz pierwszy była wspomniana w dokumentach w XVIII wieku, ale przypuszcza się, że była już znana w czasach Etrusków. Badania DNA wykazały, że odmianami winorośli, z których wywodzi się sangiovese są ciliegiolo i calabrese montenuovo – pierwsza z nich to powszechnie stosowana starożytna toskańska winorośl, druga jest niemal wymarłą odmianą z Kalabrii.
Sangiovese daje wina o rubinowoczerwonym kolorze, miękkim i owocowym smaku, o średniej kwasowości i zawartości garbników. Młode wina produkowane z sangiovese mają ciepłe aromaty owoców (truskawek, malin) z niewielkim dodatkiem aromatów ostrych i pikantnych, z kolei starsze roczniki uzyskują głębokie zapachy dębowego drewna.